# Millerntor Roar
Der Millerntor Roar! ist ein ehemaliges Fanzine von Sympathisanten des FC St. Pauli. Von der Publikation mit dem Untertitel „Fans, Fußball, Viertel“ erschienen vom 29. Juli 1989 bis zum 18. April 1993 insgesamt 28 Ausgaben in unregelmäßigen Abständen. Nach der letzten Ausgabe trennte sich die Redaktion einvernehmlich und produzierte ab August 1993 die unabhängigen Nachfolgeblätter Der Übersteiger und Unhaltbar. Herausgeber war die „Fan-Initiative St. Pauli Hamburg (FISH) e.V.“

## Gründung
Das Heft entstand aus einer Stadtteilinitiative, die am 6. April 1989 den Neubau eines „Sport- und Eventcenters nach amerikanischem Vorbild“ bzw. einer Multifunktionsarena mit dem Namen „Sportdome“ an der Stelle des Millerntor-Stadions verhinderte. Die Redaktion setzte sich aus Punks, FC St. Pauli-Fans und Anwohnern zusammen. Redaktionelles Vorbild waren englischsprachige Fanzines, maßgeblich das seit 1986 publizierte When Saturday Come. Nach Aussage des Mitbegründers Sven Brux fanden Redaktionssitzungen in Ermangelung von Redaktionsräumen anfangs „in Privatwohnungen statt und endeten in der Regel spätabends in der Kneipe“.
Von der 16-seitigen Erstausgabe im A4-Format wurden 1000 Stück gedruckt und für 50 Pfennig vertrieben. Benannt war das Fanzine mit dem englischen Begriff Roar (rɔ:ʳ,) nach „der unverwechselbaren Lärmkulisse, die die Fans der Braunweißen bei Heimspielen fabrizierten“.

## Bedeutung
Nach Aussage des Nachrichtenmagazins Der Spiegel nahm der Millerntor Roar! als erstes deutschsprachiges Fußball-Fanzine eine Vorreiterrolle ein. Das Fanzine gab Anfang der 1990er Jahre der neuen linksorientierten Fanszene ein Medium, um ihre Botschaften zu artikulieren, und es ermöglichte, „dass sich die Fanszene des FC St. Pauli sowohl über anstehende Entscheidungen in Vereinspolitik, Stadtteilpolitik oder im ‚System Profifußball‘ informieren konnte als auch die Möglichkeit hatte, über jene zu diskutieren beziehungsweise Gegenmaßnahmen zu organisieren.“ Nach Aussage der Ethnographin Brigitta Schmidt-Lauber nahm der Millerntor Roar! „eine Schlüsselrolle im Prozess der Formierung einer alternativen, politisch engagierten Fanszene ein“.
Der vom Millerntor Roar! gedruckte Aufkleber und Aufnäher »St. Pauli Fans gegen Rechts«, auf dem eine Faust ein Hakenkreuz zerschlägt, wurden in den Folgejahren von vielen Fußballklubs adaptiert. Nach Meinung des Autors Christoph Nagel ist der Millerntor Roar! die „Mutter aller Fanzines“.

## Rezeption
„Humorvoll, intelligent, politisch und mit einer großen Portion Selbstironie berichteten die Fans von ihrem Alltag als Anhänger, protestierten gegen seelenlose Stadionneubauten und die Vernichtung von Stehplätzen, schildern abenteuerliche Auswärtsfahrten und gießen ihren Spott über all die Versuche des Klubs, aus Anhängern Kunden machen zu wollen.“

„Als eine Initialzündung für die Anfang der neunziger Jahre einsetzende Verbreitung pluralistischer, kritischer und ironischer Fußball-Zins kann in diesem Zusammenhang die Popularität des von St. Pauli-Anhängern von 1989 bis 1993 herausgegebenen Millerntor Roar! angesehen werden. Konstitutiv für das Selbstverständnis der von Fußballbegeisterten in ihrer Freizeit produzierten und allenfalls semi-professionellen Zines ist die entschiedene Abgrenzung zur klassischen Sportberichterstattung der Massenmedien und speziell zur journalistischen Aufbereitung des Fußballsports in den lokalen bzw. überregionalen Tageszeitungen.“